# Nathalie Zaltzman
Nathalie Zaltzman, née le 25 mars 1933 à Paris et morte le 11 février 2009 dans la même ville, est une psychanalyste française. Elle participe à la création du Quatrième Groupe dont elle est présidente en 1986.

## Biographie

### Parcours analytique
Nathalie Zaltzman naît à Paris, dans une famille exilée, d'origine russe et juive laïque. Son père, Abram Zaltzman, était avocat à Saint-Pétersbourg, puis il est propriétaire d'une papeterie et fait fonction de bibliothécaire pour la communauté russe de Paris. Durant la Seconde Guerre mondiale, la famille se réfugie dans le sud de la France. Nathalie Zaltzman parle plusieurs langues et travaille comme interprète pour le russe à l'UNESCO. Puis elle devient psychologue et réalise une analyse. Elle est mariée au psychanalyste François Perrier de 1963 à 1968, et ils ont un fils.
Elle a fait une analyse avec Serge Leclaire. Après la scission de 1953, elle adhère à la Société française de psychanalyse puis à l'École freudienne de Paris dirigée par Jacques Lacan avant de prendre ses distances à l'égard des pratiques de Lacan en ce qui concernait la formation des analystes et la technique analytique, et de créer de le Quatrième Groupe, Organisation psychanalytique de langue française, avec Piera Aulagnier, Jean-Paul Valabrega, François Perrier, notamment. Elle en est successivement secrétaire scientifique, secrétaire analytique, vice-présidente (1985) et présidente (1986).
Elle est très proche de Piera Aulagnier et elle prépare en 2009 avec Jacques André un colloque consacré à l’œuvre de celle-ci. C'était une personnalité engagée qui s'était notamment opposée à l'Association psychanalytique internationale et à ce qu'elle considérait comme ses dérives bureaucratiques.
Elle a été secrétaire de rédaction de la revue Topique, avec Jean-Paul Valabrega et Sophie de Mijolla-Mellor, mais elle est en désaccord avec eux et quitte la revue, participant aux travaux de la revue penser/rêver fondée en 2002.
Sa renommée dépassait et de loin les frontières hexagonales, elle était connue au Canada, en Suisse, en Russie où elle participait à des enseignements de la psychanalyse avec son originalité et ses engagements.

## Concepts
Elle a développé le concept freudien de Kulturarbeit, c'est-à-dire le « travail de culture » qu'elle voyait comme une des pierres angulaires de la guérison psychanalytique.

## Œuvres principales
- (édition) Textes essentiels, avec Piera Aulagnier, Jean-Paul Valabrega, Topique, no 100, 2008.
- (édition) La pensée interdite, avec Jacques André, coll. « Petite Bibliothèque de Psychanalyse », Paris, PUF, 2009  (ISBN 978-2130573500).
- De la guérison psychanalytique, Paris, PUF, 1999, Coll. « Épitres »  (ISBN 2130503527).
- « L'esprit du mal », revue penser/rêver[4],[5]  (ISBN 2879295661), Éditions de l'Olivier, 2007
- La résistance de l'humain, PUF, 1999